# Морьер-лез-Авиньон
Морье́р-лез-Авиньо́н (фр. Morières-lès-Avignon) — коммуна во французском департаменте Воклюз региона Прованс — Альпы — Лазурный Берег. Относится к кантону Авиньон-Эст.

## Географическое положение
Морьер-лез-Авиньон расположен в 8 км к востоку от Авиньона. Соседние коммуны: Кассань на севере, Сен-Сатюрнен-лез-Авиньон на северо-востоке, Жонкеретт на востоке, Шатонёф-де-Гадань на юго-востоке, Монфаве и Авиньон на западе, Сент-Анри и Ле-Баратт на северо-западе.

## Демография
Население коммуны на 2010 год составляло 7676 человек.
| 1962 | 1968 | 1975 | 1982 | 1990 | 1999 | 2010 |
| ---- | ---- | ---- | ---- | ---- | ---- | ---- |
| 1615 | 2163 | 3477 | 6083 | 6405 | 6546 | 7676 |

## Достопримечательности
- Замок шевалье Фолар, XVIII век.
- Дом, в котором родился писатель и политический деятель Агриколь Пердигье.
- Лавуар.

## Известные уроженцы
- Пердигье, Агриколь (фр. Agricol Perdiguier; 1805—1875) — писатель и политический деятель, депутат, стоявший за объединение рабочего класса и названный историками первым французским синдикалистом.